# Alleyne Francique
Alleyne Francique (* 7. Juni 1976) ist ein ehemaliger grenadischer Leichtathlet und heutiger Leichtathletiktrainer.
Er war spezialisiert auf den 400-Meter-Lauf. Seine erste internationale Medaille gewann Alleyne Francique im Jahr 2003 als Dritter im ersten IAAF World Athletics Final in Monaco. Bei den Hallenweltmeisterschaften 2004 in Budapest gewann er die Goldmedaille.
Bei den Olympischen Spielen 2004 in Athen wurde er Vierter. Im Jahr 2005 erreichte er mit einer persönlichen Bestleistung nur das Halbfinale bei den Weltmeisterschaften 2005 in Helsinki.
Alleyne Francique hteat bei einer Größe von 1,88 m ein Wettkampfgewicht von 75 kg.
Francique wurde einige Jahre nach Beenden seiner eigenen Karriere als Trainer aktiv und trainiert(e) unter anderem Donovan Brazier und Fred Kerley.

## Persönliche Bestzeiten
- 200 m: 20,83 s, 21. Juni 2003 in St. George’s
- 400 m: 44,47 s, 8. Mai 2004 in Osaka